# 尹尚浩 (導演)
尹尚浩（韓語：윤상호，1968年9月18日—），韓國電視劇導演。

## 作品列表

### 電視劇
- 2007年：MBC《太王四神記》
- 2008年：SBS《飛天舞》
- 2009年：MBC《令人垂涎之島》
- 2011年：tvN《Birdie Buddy》
- 2011年：TV朝鮮《拯救高奉實歐巴桑》
- 2013年：《因为尚未分手》（아직 헤어지지 않았기 때문에）
- 2014年：TV朝鮮《百年新娘》
- 2017年：SBS《師任堂，光的日記》
- 2018年：MBC《異夢》
- 2020年：TV朝鮮《風雲碑》
- 2021年：KBS《月升之江》
- 2022年：KBS《魔咒的戀人》
- 2022年：KBS《謝幕：樹立而死》

## 外部連結
- NAVER （页面存档备份，存于）